# Tesla Note
Tesla Note (japanisch テスラノート Tesura Nōto) ist ein Manga von Masafumi Nishida, Tadayoshi Kubo und Kōta Sannomiya, der seit 2021 in Japan erscheint. Im gleichen Jahr kam eine Anime-Adaption von Studio Gambit heraus.

## Handlung
Botan Negoro ist ein Schüler, der von klein auf als Ninja und als Geheimagent ausgebildet wurde. Er schließt sich Kuruma, einen weiteren Geheimdienstagenten, an und übernimmt die „Mission T“. Ihre Aufgabe ist es, die „Tesla Shards“ zu finden, die überall auf der Welt verteilt sind. Nikola Tesla ist der Erfinder der Tesla Shards und wer es schafft, die Tesla Shards zu einem Kristall zusammenzusetzen, erhält unvorstellbare Kräfte.

## Veröffentlichung
Tesla Note wurde von Masafumi Nishida und Tadayoshi Kubo geschrieben und von Kōta Sannomiya gezeichnet. Es wurde vom 6. Januar bis 7. Juli 2021 in Shōnen Magazine von Kodansha veröffentlicht. Der Manga wechselte ab dem 4. August 2021 ins Magazine Pocket. Kodansha hat die Kapitel in Tankōbon-Bänden zusammengefasst. Der erste Band wurde am 16. April 2021 veröffentlicht. Der Manga ist in digitaler Form von Kodansha USA in englischer Sprache veröffentlicht worden.

## Anime
Im April 2021 wurde angekündigt, dass die Serie eine Animeadaption erhält. Die Serie wird von Studio Gambit animiert und von Michio Fukuda inszeniert, wobei Masafumi Nishida das Drehbuch der Serie schrieb. Premiere war am 3. Oktober 2021 auf Tokyo MX und BS11. Funimation lizenzierte die Serie außerhalb Asiens.

### Synchronisation
| Rolle               | japanischer Sprecher (Seiyū) |
| ------------------- | ---------------------------- |
| Botan Negoro        | Konomi Kohara                |
| Kuruma              | Tatsuhisa Suzuki             |
| Ryūnosuke Takamatsu | Tomoaki Maeno                |
| Mickey Miller       | Junichi Suwabe               |
| Oliver Thornton     | Hiroshi Kamiya               |
| Kyōhei Himi         | Kazuya Nakai                 |
| Jingo Negoro        | Mugihito                     |

### Musik
Die Musik der Serie wurde von Kaoru Wada komponiert. Der Vorspann ist mit dem Lied Puppet's von Tokyo Monsters unterlegt, der Abspanntitel ist Sanbunteki Life von Yui Ninomiya.

## Episodenliste
| Nr. (ges.) | Nr. (St.) | Deutscher Titel | Originaltitel                                                     | Premiere Japan | Dt. Premiere D/A/CH | Erstveröffentlichung im OmdU |
| ---------- | --------- | --------------- | ----------------------------------------------------------------- | -------------- | ------------------- | ---------------------------- |
| 1          | 1         | —               | 「新米スパイ」についての考察 „Shinmai Supai“ ni Tsuite no Kōsatsu | 3. Okt. 2021   | —                   | 3. Okt. 2021                 |
| 2          | 2         | —               | 「争奪」についての考察 „Sōdatsu“ ni Tsuite no Kōsatsu             | 10. Okt. 2021  | —                   | 10. Okt. 2021                |
| 3          | 3         | —               | 「ミッションIS」についての考察 „Misshon IS“ ni Tsuite no Kōsatsu  | 17. Okt. 2021  | —                   | 17. Okt. 2021                |
| 4          | 4         | —               | 「神の雷」についての考察 „Kami no Ikazuchi“ ni Tsuite no Kōsatsu  | 24. Okt. 2021  | —                   | 24. Okt. 2021                |
| 5          | 5         | —               | 「信頼関係」についての考察 „Shinrai Kankei“ ni Tsuite no Kōsatsu  | 31. Okt. 2021  | —                   | 31. Okt. 2021                |